# Jianxin Linchang (bondby i Kina, Heilongjiang Sheng, lat 48,62, long 129,50)
Jianxin Linchang (kinesiska: 建新林场) är en bondby i Kina. Den ligger i provinsen Heilongjiang, i den nordöstra delen av landet, omkring 390 kilometer nordost om provinshuvudstaden Harbin. Antalet invånare är 315. Befolkningen består av 143 kvinnor och 172 män. Barn under 15 år utgör 9,0 %, vuxna 15-64 år 78 %, och äldre över 65 år 12,0 %.
Runt Jianxin Linchang är det ganska glesbefolkat, med 40 invånare per kvadratkilometer. Närmaste större samhälle är Linhai Linchang, 15,9 km nordost om Jianxin Linchang. I omgivningarna runt Jianxin Linchang växer i huvudsak blandskog.
Genomsnittlig årsnederbörd är 969 millimeter. Den regnigaste månaden är juli, med i genomsnitt 233 mm nederbörd, och den torraste är januari, med 11 mm nederbörd.